# Aichach
Aichach je naselje v Občini Stockenboi v Okraju Beljak-dežela na Koroškem v Avstriji.